# 798 Рут
798 Рут (798 Ruth) — астероїд головного поясу, відкритий 21 листопада 1914 року.
Тіссеранів параметр щодо Юпітера — 3,227.
Назва походить від імені біблійної особи Рут (івр. רות) — біблійської праведниці, ім'ям якої названа одна з книг Біблії.